# Tarjei Skarlund
Tarjei Viken Skarlund (* 6. November 1978 in Ålesund) ist ein norwegischer Beachvolleyballspieler.

## Karriere
Skarlund nahm 1999 mit Ronny Berntsen an der Weltmeisterschaft in Marseille teil, kam aber nicht über den letzten Platz hinaus. Nachdem er einige Turniere mit wechselnden Partnern gespielt hatte, bildete er 2002 ein neues Duo mit Jarle Huseby, das einige fünfte Plätze bei Satellite-Turnieren schaffte. 2004 wurde er mit Kjell Arne Gøranson bei den Open-Turnieren in Stavanger und Stare Jabłonki jeweils Neunter.
Mit seinem neuen Partner Jørre André Kjemperud unterlag er in der dritten Runde der Weltmeisterschaft 2005 dem deutschen Duo Dieckmann/Reckermann und schied gegen die US-Amerikaner Gibb/Metzger aus. Bei der Europameisterschaft 2006 unterlagen Skarlund/Kjemperud den Deutschen Brink/Dieckmann und den Spaniern Herrera/Mesa. Im nächsten Jahr blieben sie in der Vorrunde der WM in Gstaad sieglos. 2008 konnten sie einige Top-Ten-Platzierungen verbuchen und nahmen an den Olympischen Spielen in Peking teil, wo sie gegen Klemperer/Koreng trotz dreier Matchbälle einen Sieg verpassten.
Bei den Dubai Open trat Skarlund erstmals mit seinem aktuellen Partner Martin Spinnangr an. Vor heimischen Publikum in Stavanger erreichte das neue Duo als Gruppendritter die erste Hauptrunde der WM 2009, in der es eine Niederlage gegen die Schweizer Heuscher/Heyer gab. An gleicher Stelle kamen die beiden Norweger im nächsten Jahr ins Endspiel des Grand Slams. Bei der WM 2011 in Rom konnten sie hingegen keinen Sieg verbuchen. Zum Abschluss ihrer gemeinsamen Karriere belegten Skarlund/Spinnangr 2012 bei den Olympischen Spielen in London Platz neun.